# Aeroportul Niuatoputapu
Aeroportul Niuatoputapu (IATA: NTT, ICAO: NFTP) este un aeroport din Niuatoputapu⁠(d), Niuas⁠(d), Tonga.
Situat la o altitudine de 72 m, aeroportul dispune de o singură pistă.